# Gabona Károly
Gabona Károly (Majs, 1859 – Budapest, III. kerület, 1902. május 13.) magyar nemzeti, vizsga nélküli labdarúgó-játékvezető.

## Pályafutása
A kezdeti időszakokban még nem voltak képzett bírók. A csapatok egy játékosa, vezetője, vagy szimpatizánsa, önként vállalva (felkérésre) vezette a mérkőzést (bemutató, felkészülési, egyéb). Küldési gyakorlat szerint rendszeres partbírói, gólbírói szolgálatot is végzett. Magyarországon az első nemzetközi mérkőzésen gólbíróként tevékenykedett.
| Időpont           | Helyszín                        | Mérkőzés típusa          | Mérkőzés                                      | Játékvezetői | Partbíró                         | Gólbírók                          | Eredmény | Nézők száma |
| ----------------- | ------------------------------- | ------------------------ | --------------------------------------------- | ------------ | -------------------------------- | --------------------------------- | -------- | ----------- |
| 1897. október 31. | Millenáris Sportpálya, Budapest | első nemzetközi mérkőzés | Budapesti TC–Vienna Cricket and Football-Club | John Lewis   | Papp Béla/W. Mengit (Cricketter) | Coopel (Cricketter)/Gabona Károly | 3 – 0    | 2000        |

1901. január 19-én alakult meg a Magyar Labdarúgó-szövetség (MLSZ). A szövetség titkos szavazás útján a tisztikart választott. A BTC képviseletében a pénztárosi pozíciót kapta.